# Fältbiologerna
Fältbiologerna är Sveriges största natur- och miljöorganisation för unga. Föreningen driver opinion i frågor som rör miljö, klimat och hållbarhet, och genomför olika typer av aktiviteter som exkursioner, inventeringar, diskussionsforum, aktioner, läger och träffar. Organisationen har verksamhet i form av klubbar över hela landet och distriktet Fältbiologerna Stockholm-Uppland-Gotland. Fältbiologerna grundades 1947 under namnet Sveriges fältbiologiska ungdomsförening. Föreningen drivs av och riktar sig till unga i åldern 6 till 25 år.
Fältbiologerna är en fristående ungdomsorganisation till Naturskyddsföreningen. Organisatoriskt läggs vikt vid demokrati, särskilt deltagardemokrati, öppenhet och jämlikhet.

## Verksamhet

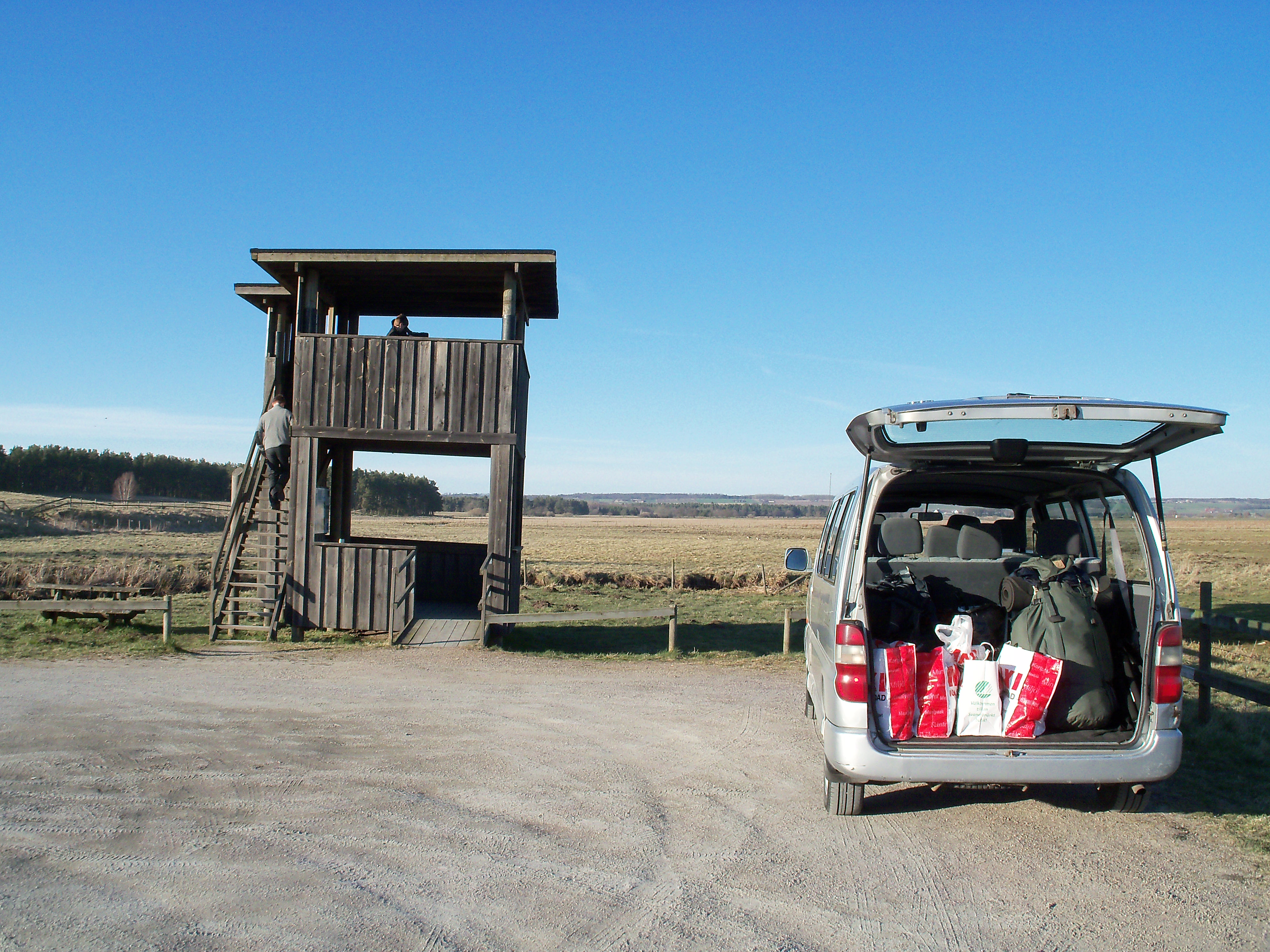
Fältbiologerna arrangerar läger där deltagarna får utöva fältbiologi. Denna bild visar en utflykt till Vombs ängar under ett fågelskådningsläger i Skåne 2012.

Fältbiologerna har en mycket blandad verksamhet, innefattande allt från fågelskådning och lavkurser till miljökampanjer, klimat- och rättviseaktioner och skogsinventeringar. En viktig grundidé som finns hos alla är att det är medlemmarna själva som anordnar aktiviteterna. Årets traditionella höjdpunkter är bland annat RÅM (Riksårsmöte) som ordnas första veckan i januari och Ölandsläger som hålls i Grönhögen på södra Öland under Kristi himmelfärdshelgen i maj. Sedan december 2014 har Fältbiologerna sitt rikskansli vid Medborgarplatsen i Stockholm.
På flera håll bedriver Fältbiologerna även Minifältis-verksamhet. Detta innebär att ett grupp medlemmar startar en klubb för barn i åldern 6-12 år och anordnar aktiviteter för dem.

## Organisation

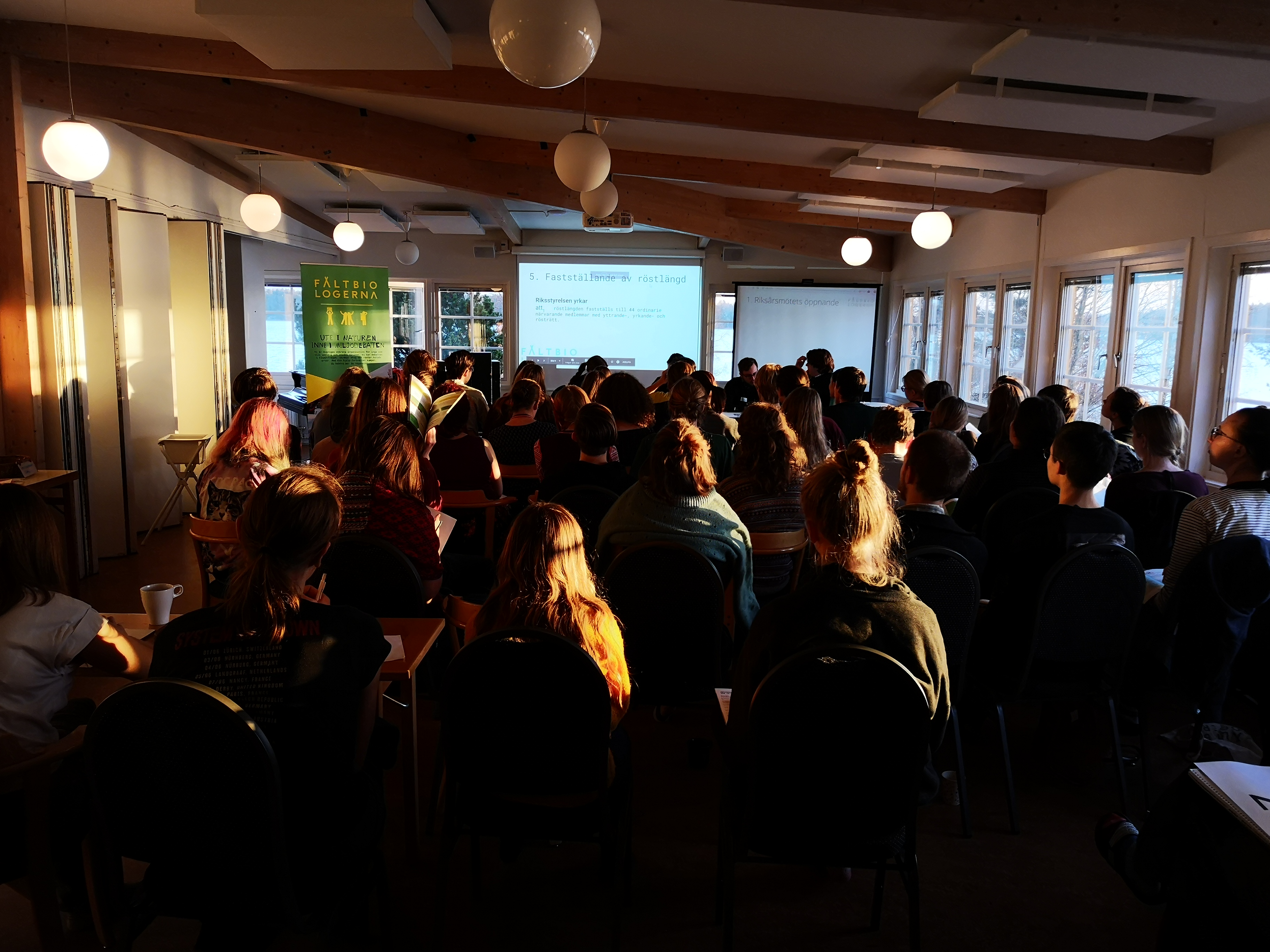
Fältbiologernas riksårsmöte 2019 med utsikt över Brofjärden, Upplands-Bro kommun, Stockholms län.

Högsta beslutande organ är RÅM (Riksårsmötet) på vilket alla större beslut gällande riksföreningen tas. Däremellan förvaltas organisationen av riksstyrelsen som också väljs på RÅM.
Fältbiologernas klubbar och distrikt är självständiga och bestämmer själva vad de ska göra.
Utöver aktiviteter i klubbarna och distrikten anordnas även aktiviteter inom olika nätverk. Exempel på nätverk är Skogsnätverket. Nätverken får sin budget från riksföreningen och är verksamma inom sitt specifika område.
I Fältbiologerna finns också förtroendeuppdrag inom olika områden, till exempel redaktion, valberedning och sakpolitiska utskott. 

## Tidningen Fältbiologen
Tidningen Fältbiologen ges ut med 2-3 nummer om året. Alla medlemmar har möjlighet att få den men även skolor och andra intresserade kan prenumerera på tidningen och den finns på många bibliotek runt om i landet. Tidningen Fältbiologen produceras av en ideellt arbetande redaktionsgrupp som väljs på riksårsmötet.